# Муреа (аеропорт)
Аеропорт Муреа (IATA: MOZ, ICAO: NTTM) — аеропорт, що обслуговує острів Муреа у Французькій Полінезії, Франція. Він також відомий як аеропорт Темае або аеропорт Муреа Темае через розташування поблизу села Темае на північному сході Муреа. Аеропорт розташований за 7,5  км (4,0  миль) на північний схід від Афарейту, головного села острова. Це також 15 км (8,1  NM ) на захід від острова Таїті. Аеропорт відкрився 6 жовтня 1967 року.

## Аварії та катастрофи

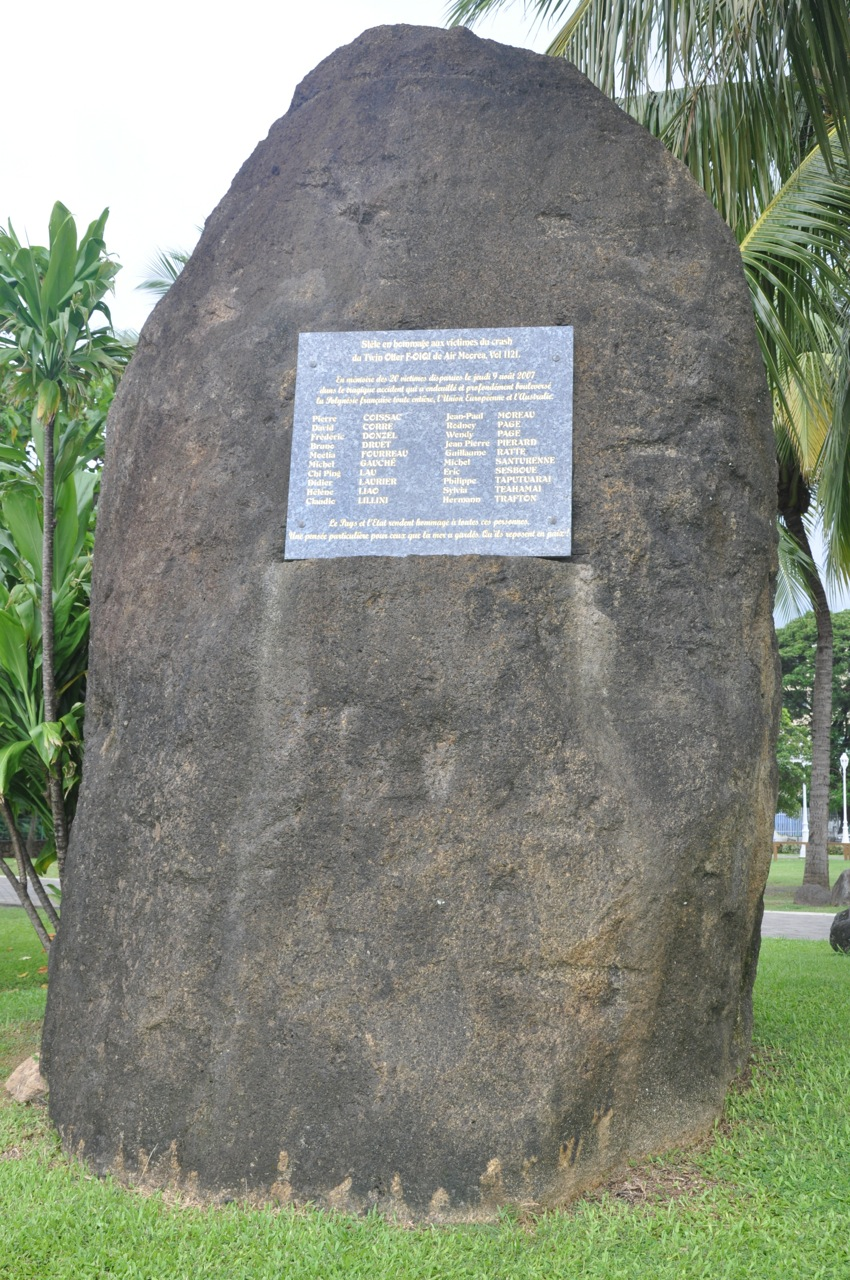
Меморіал катастрофа рейсу 1121 Air Moorea

- 9 серпня 2007 року рейс 1121 Air Moorea розбився[en] невдовзі після вильоту з аеропорту Темае. De Havilland Canada DHC-6 Twin Otter прямував до міжнародного аеропорту Фааа в Папеете на Таїті. У звіті встановлено, що аварія була спричинена несправністю тросів керування кроком після втягування закрилків після зльоту, що спричиняє значний крутний момент на цьому літаку і, таким чином, додатковий тиск на троси. Несправність була викликана значним зносом через відсутність спеціального технічного обслуговування та перевірок тросів з нержавіючої сталі (які більш схильні до зношування, ніж їхні аналоги з вуглецевої сталі), а також посилилася реактивним вибухом A340, коли літак був припаркований. Іншою причиною катастрофи була недостатня підготовка пілотів для втрати контролю над кроком.  Усі 19 пасажирів і єдиний член екіпажу загинули. Серед цих 19 пасажирів були двоє представників Європейського Союзу.